# Ligne orange du métro de Miami
Pour les articles homonymes, voir Ligne orange.
La ligne orange du métro de Miami est l'une des deux lignes du métro de Miami, le réseau de métro desservant l'agglomération de Miami, en Floride, aux États-Unis. Ouverte le 28 juillet 2012, elle compte désormais 16 stations entre Miami International Airport au nord-ouest et Dadeland South au sud-ouest.